# Liberté d'enseignement
 (octobre 2020).
La liberté d'enseignement est considérée, en France, comme le droit de fonder et diriger un établissement d'enseignement privé confessionnel ou non, d'y enseigner, ainsi que celui pour tout élève de fréquenter une telle institution.
Cette liberté figure parmi celles que la tradition juridique désigne sous le nom de libertés publiques.

## Droit international des droits de l'homme
La Déclaration universelle des droits de l'homme proclame le droit à l'éducation pour tous et signale les droits des parents comme représentants de la personnalité de l’enfant : « Toute personne a le droit à l'éducation […] L’éducation doit viser au plein épanouissement de la personnalité humaine et au renforcement du respect des droits de l'homme et des libertés fondamentales […] Les parents ont, par priorité, le droit de choisir le genre d’éducation à donner à leurs enfants. » (article 26).
Le Pacte international relatif aux droits économiques, sociaux et culturels réaffirme les mêmes éléments, en y ajoutant l'interdiction du monopole éducatif : « Les États […] s’engagent à respecter la liberté des parents […] de choisir pour leurs enfants des établissements autres que ceux des pouvoirs publics. […] Aucune disposition du présent article ne doit être interprétée comme portant atteinte à la liberté des individus et des personnes morales de créer et de diriger des établissements d'enseignement, sous réserve que les principes énoncés au paragraphe 1 […] » (article 13). Selon l'observation générale 13 sur l'application du pacte (1999), « En vertu du paragraphe 4 de l'article 13, toute personne, y compris les non-nationaux, est libre de créer et de diriger des établissements d'enseignement. Cette liberté s'étend aux “personnes morales” ». 
Le Pacte international relatif aux droits civils et politiques évoque aussi cette liberté parentale dans le contexte plus précis du droit à la liberté de pensée, de conscience et de religion : « Toute personne a droit à la liberté de pensée, de conscience et de religion. […] Les États […] s’engagent à respecter la liberté des parents […] de faire assurer l’éducation religieuse et morale de leurs enfants conformément à leurs propres convictions ».
La Convention concernant la lutte contre la discrimination dans le domaine de l'enseignement aussi affirme « respecter la liberté des parents et, le cas échéant, des tuteurs légaux de choisir pour leurs enfants des établissements autres que ceux des pouvoirs publics, et l'assurer, selon les modalités d'application propres à la législation de chaque État, éducation religieuse et morale des enfants conformément à leurs propres conviction, et de reconnaître aux membres des minorités nationales le droit d'exercer des activités éducatives qui leur soient propres et l'emploi ou l'enseignement de leur propre langue. » (article 5: (b) et (c)).
Dans un contexte spécifique, celui des droits des peuples autochtones, l’OIT dans sa convention 169, établit un lien entre cette liberté et les droits culturels : « les gouvernements doivent reconnaître le droit de ces peuples de créer leurs propres institutions et moyens d’éducation, à condition que ces institutions répondent aux normes minimales établies par l’autorité compétente en consultation avec ces peuples. Des ressources appropriées doivent leur être fournies à cette fin » (article 26).
F. Coomans a résumé l’essentiel de cette doctrine en affirmant : « la réalisation du droit à l’éducation exige un effort de la part de l’État pour rendre l’éducation possible et accessible [et] implique des obligations positives de la part de l’État […] il y a aussi la liberté personnelle des individus de choisir entre une éducation organisée par l’État ou une éducation privée, qui peut être traduite, par exemple, en termes de liberté des parents d’assurer l’éducation morale et religieuse de leurs enfants, selon leurs propres croyances. À partir de là provient la liberté des personnes physiques ou morales d’établir leurs propres institutions éducatives ».
La relation entre secteurs public et privé est conflictuelle dans presque tous les pays en raison des enjeux idéologiques qu’elle comporte[réf. nécessaire]. Le débat se concentre actuellement[Quand ?] autour des subventions à l’école privée, le principe formel du choix inscrit autant dans la Convention européenne que dans la Charte des droits de l’homme, étant désormais consacré dans tous les pays. Il est utile de rappeler ici que la Résolution sur la liberté d'enseignement dans la Communauté Européenne de 1984, précise que la liberté de choix des parents ne doit pas se traduire pour eux par des contraintes financières : « Le droit à la liberté de l’enseignement implique l’obligation pour les États membres de rendre possible également sur le plan financier l’exercice pratique de ce droit et d’accorder aux écoles les subventions publiques nécessaires à l’exercice de leur mission et à l’accomplissement de leurs obligations dans des conditions égales à celles dont bénéficient les établissements publics correspondants ».
Il conviendrait d’ajouter à ces textes l’article 5 de la Déclaration universelle de l'UNESCO sur la diversité culturelle (2001) qui établit un standard international beaucoup plus exigeant : « toute personne a le droit à une éducation et une formation de qualité qui respectent pleinement son identité culturelle. »

### Interprétation du droit
La Cour européenne des droits de l’homme s’est prononcée à plusieurs reprises sur ce droit. Elle souligne une différence entre les écoles « à caractère propre » — ce qu’on entend habituellement comme écoles privées — et les écoles publiques. Les écoles publiques sont tenues à la neutralité par rapport aux religions et aux convictions. Le juge, qui statue sur un cas danois pense à la différence essentielle existant en Europe entre l’école publique laïque et les écoles confessionnelles, catholiques ou protestantes en grande majorité.
Le problème de la liberté d’enseignement se pose de façon plus évidente lorsque la question du respect des minorités devient d’actualité sur la scène internationale. Cette question va de pair avec la valorisation positive de la diversité consacrée juridiquement par la Déclaration de l’UNESCO susmentionnée.
En ce qui concerne les minorités, A. Eide dans son commentaire de la Déclaration des Nations unies affirme : « L’identité, qui est essentiellement d’ordre culturel, exige de l’État et de la société dans son ensemble au-delà de la simple tolérance, une attitude favorable au pluralisme culturel […]. [Ils] doivent instaurer un climat propice au développement de cette identité. Cela va au-delà de la simple protection et exige l’adoption de mesures spéciales destinées à faciliter le maintien, la transmission et le développement de la culture des minorités ».
K. Tomasevski, rapporteure spéciale sur le droit à l’éducation de la Commission des droits de l’homme, a pour sa part établi une typologie de l’extension du droit à l’éducation. Tomasevski décrit cette extension en dégageant quatre phases principales :
1. La première consiste à reconnaître l’éducation comme un droit. Là où le droit à l’éducation est reconnu, les non-nationaux en sont souvent expressément exclus. Les domestiques ou les enfants sans papiers peuvent être implicitement exclus, surtout lorsque des pièces d’identité sont exigées pour l’inscription à l’école.
2. Une fois que l’éducation est reconnue en tant que droit de l’Homme, on passe dans une deuxième phase à la ségrégation, les filles, les autochtones, les enfants handicapés ou les membres de minorités se voyant accorder l’accès à l’éducation mais seulement dans des écoles distinctes, le plus souvent de qualité inférieure.
3. Dans la troisième phase, on passe de la ségrégation à l’assimilation, sur la voie de l’intégration. Les catégories récemment admises dans les écoles ordinaires doivent s’adapter, abandonner leur langue maternelle ou leur religion.
4. La quatrième phase nécessite une adaptation à la diversité. Ce n’est plus l’élève qui doit s’adapter au système éducatif existant, quel qu’il soit, mais le système éducatif qui doit être mis en conformité avec l’intérêt supérieur de l’enfant[4].

## Par pays

### Belgique
L’article 24 de la constitution belge, présent dans la constitution depuis le texte d’origine en 1831, garantit la liberté d’enseignement : « L'enseignement est libre ; toute mesure préventive est interdite […] ».

### France
En France, le régime de liberté d'enseignement est défini par la loi Debré du 31 décembre 1959, qui distingue trois types d'établissements d'enseignement privé, selon leurs rapports juridiques et financiers avec l'État, via la contractualisation :
- les établissements privés hors contrat, qui sont libres du contenu des enseignements dispensés, et qui compte 2500 établissements de la maternelle au baccalauréat scolarisant 100 000 élèves[Quand ?], selon l’Observatoire de l’enseignement scolaire ;
- les établissements privés sous contrat simple avec l'État, libres du recrutement de leurs enseignants, salariés de droit privé, mais rémunérés par l'État ;
- les établissements privés sous contrat d'association avec l'État, dont les enseignants, comme ceux de l'enseignement public, sont des agents publics recrutés par concours.

La liberté d’enseignement comporte la possibilité de scolariser son enfant dans l’école de son choix. Ce droit est promu en France notamment par l’association Créer son école dirigée par Anne Coffinier.
Ces écoles alternatives (indépendantes ou privées hors contrat) séduisent de plus en plus les élites françaises.

### Québec (Canada)
En droit québécois, la Charte des droits et libertés de la personne ne contient pas l'expression « liberté d'enseignement ». Elle prévoit cependant à l'article 42 CDLP le droit des parents de choisir l'établissement d'enseignement privé de leur choix, ce qui assure indirectement une forme de liberté d'enseignement.

### Suisse
En Suisse, la Constitution fédérale prévoit que « La liberté de l’enseignement et de la recherche scientifiques est garantie » (article 20).